# 漂白剤

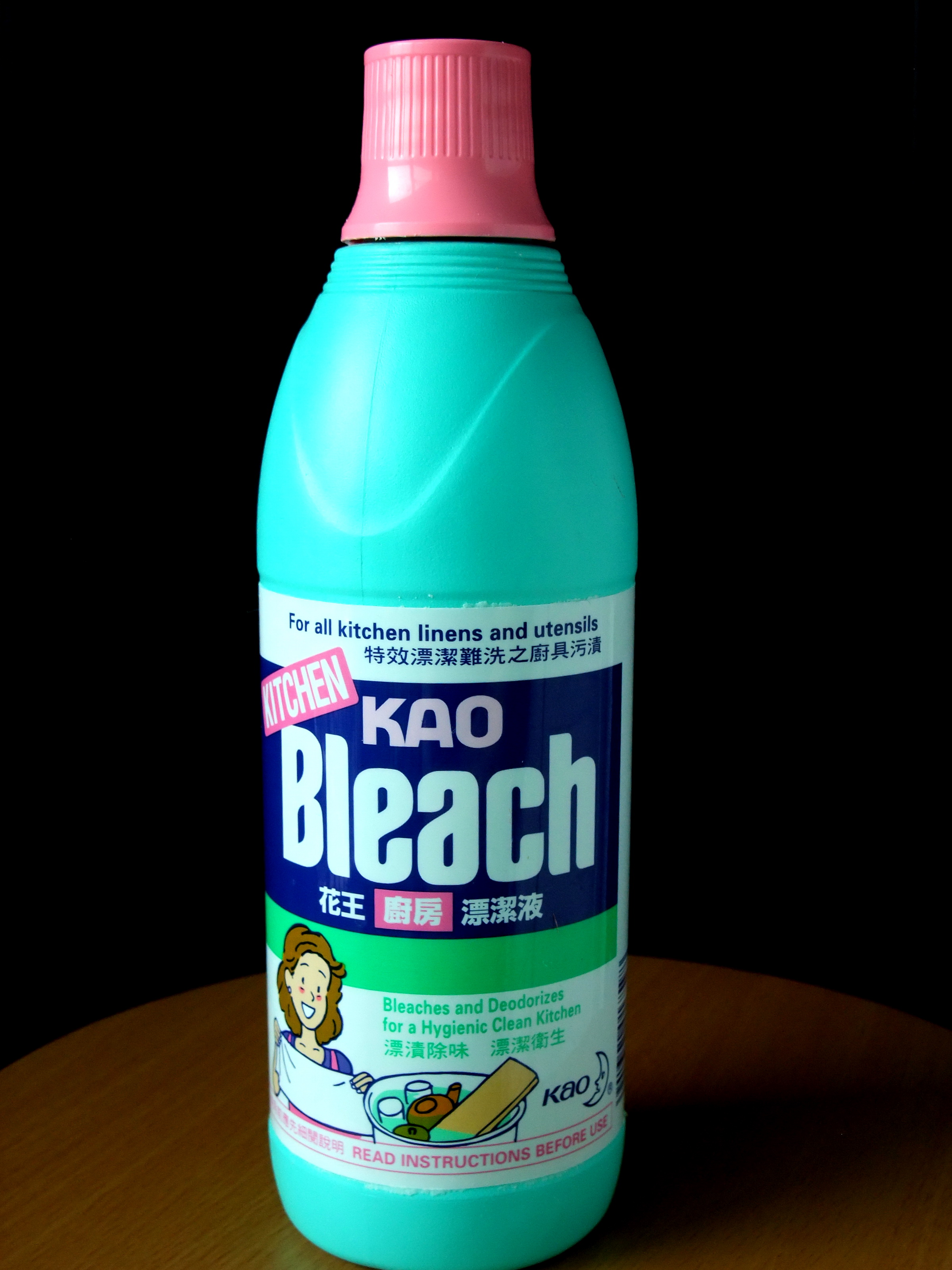
花王ブリーチ

漂白剤（ひょうはくざい、英: bleach）とは、色などを取り除いて白くする（漂白）ために用いる薬剤の総称。酸化作用または還元作用を利用して色素を分解する酸化剤または還元剤の一種である。洗剤とは区別される。
英語の bleach は古英語の blǣcan, blǣce に遡るゲルマン系の単語で、動詞として「白くすること」を指すこともあれば、名詞として「白くする薬剤」を指すこともある。動詞として用いる場合は、ともかく白くすることで、もともとは太陽光を用いて白くすることも薬剤を用いて白くすることも、どちらも指し得る（古くは布類・衣類をブリーチフィールドなる場所に広げ、水と太陽光によって漂白するということが行われていた）。名詞として用いる場合は白くするために用いられる化学物質を指しており、これを日本語に翻訳すると「漂白剤」となる。
漂白剤は繊維工業や家庭での衣類の管理や台所用品の衛生処理などに用いられており、食品添加物の一種でもある。
似たものとして酵素系洗剤があり、タンパク質や脂質を分解する。

## 歴史
上で述べたように、古くは水と太陽光を用いて漂白が行われていたわけであるが、近・現代で用いられるようになった化学物質の漂白剤というのは、18世紀のスウェーデンのカール・ヴィルヘルム・シェーレ、フランスのクロード・ルイ・ベルトレー、同じくフランスのアントワーヌ・ジェルマン・ラバラックらの研究・発見に負うところが大きい。

## 衣料用・台所用・住宅用

### 主な用途
洗剤で落ちない衣類や食器の汚れを漂白する際に使用する漂白剤。洗濯用洗剤と同様、洗濯時に混ぜたり浸け置きなどで使う。ただし、洗浄ではなく分解によって汚れを落とす性質上洗剤より衣類を傷付けやすく、また毒性も強いため取り扱いに注意が必要。
化学物質の酸化反応あるいは還元反応を利用して色素を分解する。この漂白の過程で殺菌作用が認められることから、食器や調理器具、布巾など台所用品の殺菌や、住宅の清掃用に用いられることもある。ただし、衣類の汚れに対して万能と言うわけではなく、漂白剤が有効とされるシミ・汚れであっても完全に落としきるまで通常数回〜十数回繰り返し漂白・洗濯する必要がある場合があるほか、こびりついた汚れの種類によっては漂白剤でも落とせないものがある。
各国に法規制がある。日本では衣料用、台所用又は住宅用の漂白剤については「衣料用、台所用又は住宅用の漂白剤」として家庭用品品質表示法の適用対象であり、雑貨工業品品質表示規程に定めがある。

### 種類
漂白剤には酸化作用を利用する酸化漂白剤と還元作用を利用する還元漂白剤があり、酸化漂白剤には酸素系漂白剤と塩素系漂白剤がある。
- 酸化漂白剤
  - 塩素系漂白剤（アルカリ性）
    - 塩素系漂白剤は酸化漂白剤の中で最も酸化力の強い漂白剤で多くの物質を分解する。衣類に対しては被洗物の基質を傷めてしまうことも多く、また多くの染料を脱色してしまうため、通常、セルロース繊維やポリエステル繊維等を素材とする白物衣類にしか使用できない[1]。分解力殺菌力共に強力なため台所・住宅用にも使われるが、こちらでも素材によっては傷めてしまう場合がある。
    - 塩素系漂白剤は酸と化学反応すると有害な塩素ガスを発生させる（後述）ほか、含窒素化合物と化学反応するとクロルアミンを生成して繊維を黄変させるため取り扱いに注意が必要である[5]。

  - 酸素系漂白剤（弱酸性〜弱アルカリ性）
    - 過炭酸ナトリウムを主成分とする粉末系の酸素系漂白剤は塩素系と異なり一般的な繊維や染料は傷めにくく、ポリアミド繊維（ナイロン等）を素材とする衣類や色物の衣類にも使用できる[1]。絹や毛には使用できない。
    - 希薄な過酸化水素水溶液を主成分とする液体系の酸素系漂白剤は粉末系より分解力が劣るが、最も繊維を傷めにくく絹や毛などのタンパク質繊維にも使用できる[1]。
- 還元漂白剤
  - 還元漂白剤は汚れの分解力は低いが、酸化作用による劣化（繊維の基質の黄ばみ等）を回復することができる漂白剤である[1]。

塩素系および還元系は基本的に、白物にしか使えない。特に塩素系は、生地を傷めやすく、使っているうちに生地が薄くなっていく、または穴が空くなどの症状が出る。そのため衣類には通常、酸素系が使われる。酸素系は白物だけでなく色物にも問題なく使える。粉タイプと液体タイプがあるが、粉タイプの物は液体よりも強力な代わりに、デリケートな繊維には使用出来ない。

なお、衣類用洗剤には白さを強調する効果を持つ蛍光剤（蛍光増白剤）が添加されることがあるが、これは繊維を染めることによって黄ばみを目立たなくするものであり、漂白剤とは作用が異なる。
|        | 系別   | 成分の種類 |
| ------ | ------ | --- |
| 酸化剤 | 塩素系 | 次亜塩素酸ナトリウム、ジクロロイソシアヌル酸ナトリウム（又はカリウム）など                                                                 |
| 酸化剤 | 酸素系 | 炭酸ナトリウム過酸化水素化物、過ほう酸ナトリウム、モノ過硫酸ナトリウム、過酸化水素など                                                     |
| 還元剤 | 還元系 | ハイドロサルファイト（クリーニング店などで業務用漂白剤として使用される）、二酸化チオ尿素（市販の還元型漂白剤の主成分として利用される）など |

界面活性剤、リン酸塩、蛍光剤（蛍光増白剤）、酵素などを配合することもあり、日本の雑貨工業品品質表示規程ではこれらについて一定の配合があれば表示しなければならないとしている。

### 危険性
塩素系漂白剤は、酸と化学反応すると有害な塩素ガスを発生させるため、取り扱いに注意が必要である。日本では雑貨工業品品質表示規程により、塩素ガス発生試験（塩素系）において1ppm（100万分の1）以上塩素ガスを発生するものについては、「まぜるな危険」や「塩素系」と「特別注意事項表示」を規程に定められた色で、かつ一定の大きさ以上の文字で表示しなければならない。
次亜塩素酸を含む漂白剤を酸性の溶液中に存在させることが問題なので、同系統の漂白剤を混ぜても塩素は発生しない。注意を要する例としては、嘔吐物の付いた床などの消毒や嘔吐物の付着した衣服・シーツの漂白などのために、嘔吐物（を含む物体）に塩素系漂白剤や同等の成分を持つ消毒薬を塗布・散布すると、嘔吐物内の胃酸と漂白剤の反応により塩素ガスが発生する。
漂白剤は塩素系・酸素系とも、酸化性物質として航空危険物に該当する。
2022年9月には、埼玉県富士見市の小学校の給食のカレーに、塩素系漂白剤を入れた教員が、威力業務妨害で逮捕される事件が発生した。 食べる前に異臭に気付いたため児童らはカレーを食べておらず、健康被害は無かった。

### 衣料の取扱い絵表示
国際的な「ケアラベル・取扱い絵表示」(ISO 3758) では、すべての漂白剤による漂白が可能な場合は△記号、酸素系・非塩素系漂白のみ可（塩素漂白不可）の場合には△に斜線2本が入った記号、漂白剤による漂白ができない場合は▲に×印を重ねた記号が表示される。

### 家庭用漂白剤製造メーカー
ほとんどの洗剤メーカーが、製造・販売を行っている。
- 花王（東京都中央区）
- ライオン（東京都墨田区）
- プロクター・アンド・ギャンブル・ジャパン（兵庫県神戸市東灘区）
- NSファーファ・ジャパン（東京都墨田区）
- 第一石鹸（群馬県邑楽郡板倉町）
- マルフクケミファ（群馬県邑楽郡千代田町）
- カネヨ石鹸（東京都荒川区）
- ミツエイ（福島県いわき市）
- ロケット石鹸（福岡県嘉麻市）
- シャボン玉石けん（福岡県北九州市若松区）

## 食品添加物

### 主な用途
食品添加物としての漂白剤は、食品中の天然色素、及び褐変物質を分解または変化させて脱色する目的で使用される。対象食品には、かんぴょう、コンニャク粉、水飴、寒天などがあり、それぞれ使用基準が設けられている。還元性の漂白剤を用いると、空気中の酸素に反応して食品の色が元に戻ってしまうことが多い。
食品を漂白する目的は以下の2つである
- 本来白色であるべきだが変色してしまった食品を白くする
- 着色の前に白くすることで、着色の仕上がりを良くする

### 主な物質
- 亜硫酸ナトリウム
- 亜塩素酸ナトリウム
- 次亜硫酸ナトリウム
- 二酸化硫黄

亜塩素酸ナトリウムは、酸素の酸化作用で食品中の色素を分解して脱色する酸化漂白剤であり、亜硫酸ナトリウムなどは、分解して生じる亜硫酸で色素を還元して漂白する還元漂白剤である。いずれの物質も最終製品の完成までに分解又は除去されなければならない。